# Seißen
Seißen ist ein Ort im Osten von Baden-Württemberg in der Nähe von Ulm. Es ist auf der Schwäbischen Alb im Alb-Donau-Kreis gelegen und gehört seit 1975 zur Stadt Blaubeuren. Östlich von Seißen nimmt das Blautal seinen Anfang, südlich von Seißen liegt das Tiefental.

## Geographie

### Geographische Lage
Die Gegend um Seißen ist geprägt durch eine leichte Hügellandschaft, wie sie typisch für die Albhochfläche ist. Ungefähr 49 % der Gemarkung sind bewaldet. Damit besitzt Seißen eine der größten Waldflächen des Alb-Donau-Kreises.

### Ortsgliederung
Zu Seißen gehören die Teilorte Wennenden, Steigziegelhütte und Hessenhöfe. Die früher eigenständige Gemeinde Seißen ist seit 1975 ein Ortsteil der Stadt Blaubeuren.

### Nachbarorte und -gemeinden
Seißen grenzt im Norden an den Ortsteil Suppingen der Stadt Laichingen und an Berghülen, im Westen an Heroldstatt.

## Geschichte
„Seißen wird im Zusammenhang mit der Gründung des Klosters Blaubeuren 1085 erstmals erwähnt. … Ob das Dorf mit dieser Namensform zur ältesten Siedlungsschicht Südwestdeutschlands gezählt werden kann, muß bezweifelt werden. Wesentlich eher berechtigt die Form des Ortsnamens, die Gründung des Dorfs in die ältere Ausbauzeit des 7./8. Jahrhunderts zu setzen, da auch für die Frühzeit keine archäologischen Funde vorliegen, so insbesondere das bei einem Urdorf eigentlich für das 5.-7. Jahrhundert zu erwartende Reihengräberfeld.“
Der Name Sussen, Suzzen, Seißen bedeutet Weideland.

## Kultur und Sehenswürdigkeiten

### Bauwerke

#### Backhaus

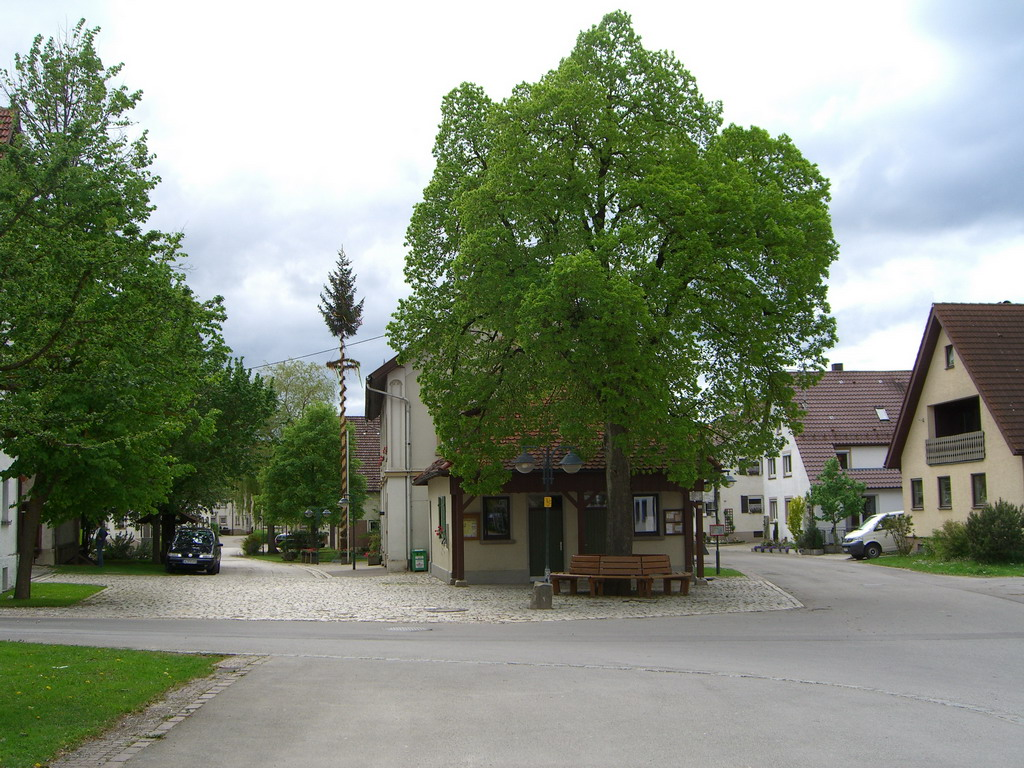
Seißener Backhaus

Das Backhaus wurde 1921 errichtet. In der damaligen Zeit, in der feuerpolizeiliche Verordnungen verschärft wurden und Brennholzknappheit herrschte, verstärkte sich das Interesse an einem gemeinschaftlichen Backhaus. So konnte Brennmaterial durch die noch vorhandene Resthitze des vorangegangenen Backens gespart werden und es war nur noch ein Ofen zu warten.
Welche Backgemeinschaft wann Backen darf, wird beim „Bachalaisa“ durch ziehen von nummerierten Würfeln ausgelost.

#### Nikolauskirche
Die Nikolauskirche gehört zur evangelischen Gemeinde und bildet zusammen mit dem Schulgebäude und dem angrenzenden Pfarrhaus den Mittelpunkt des Ortes. Sie war einst Teil einer Wehrkirche und verfügte als solche über eine ehemals starke Ringmauer, von der heute nur noch Reste erhalten sind. Der nördlich an den Chor angrenzende Kirchturm mit einer Grundfläche von 5,8 × 6 m und einer Höhe von 38 m bildet das weithin sichtbare und charakteristische Wahrzeichen des Dorfes.
Die Kirche zum Heiligen Nikolaus war bereits 1159 im Besitz des Klosters Blaubeuren, dem 1290 Graf Ulrich von Helfenstein das Vogtrecht übertrug. 1398 wurde die Kirche dem Kloster inkorporiert. Ein Leutpriester kommt 1236 vor. Evangelische Pfarrkirche wurde der Bau 1651; von dem 1634 verbrannten Vorgängerbau sind romanische Schiffsfragmente und der gotische Turm (1. Hälfte 15. Jahrhundert) erhalten. Eine hochbarocke Bemalung mit Apostelbilder findet sich beim Brüstungstäfer.

### Regelmäßige Veranstaltungen

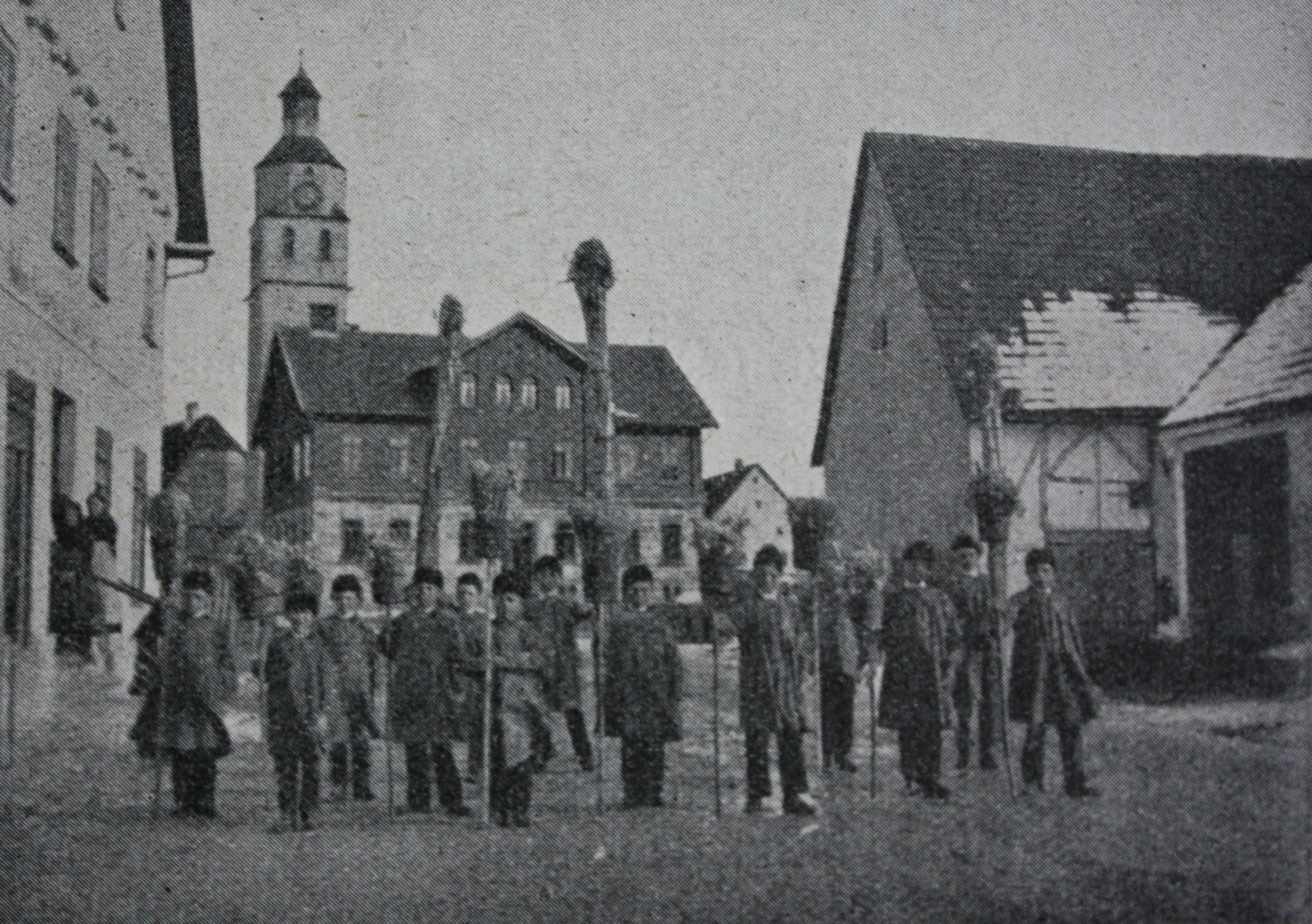
Kinder in Seißen tragen am Funkensonntag Reisig aus dem Dorf (1908)

#### Backhausfest
Ein überregional bekanntes Fest ist das sogenannte Backhausfest. Es findet jährlich am ersten Juliwochenende im Dorfkern statt und wird von den ortsansässigen Vereinen organisiert. Bekannt ist es vor allem durch das im Holzofen gebackene „Blatz“ und das Bauernbrot, welches nach alter Tradition zubereitet wird.

#### Weihnachtskrippe

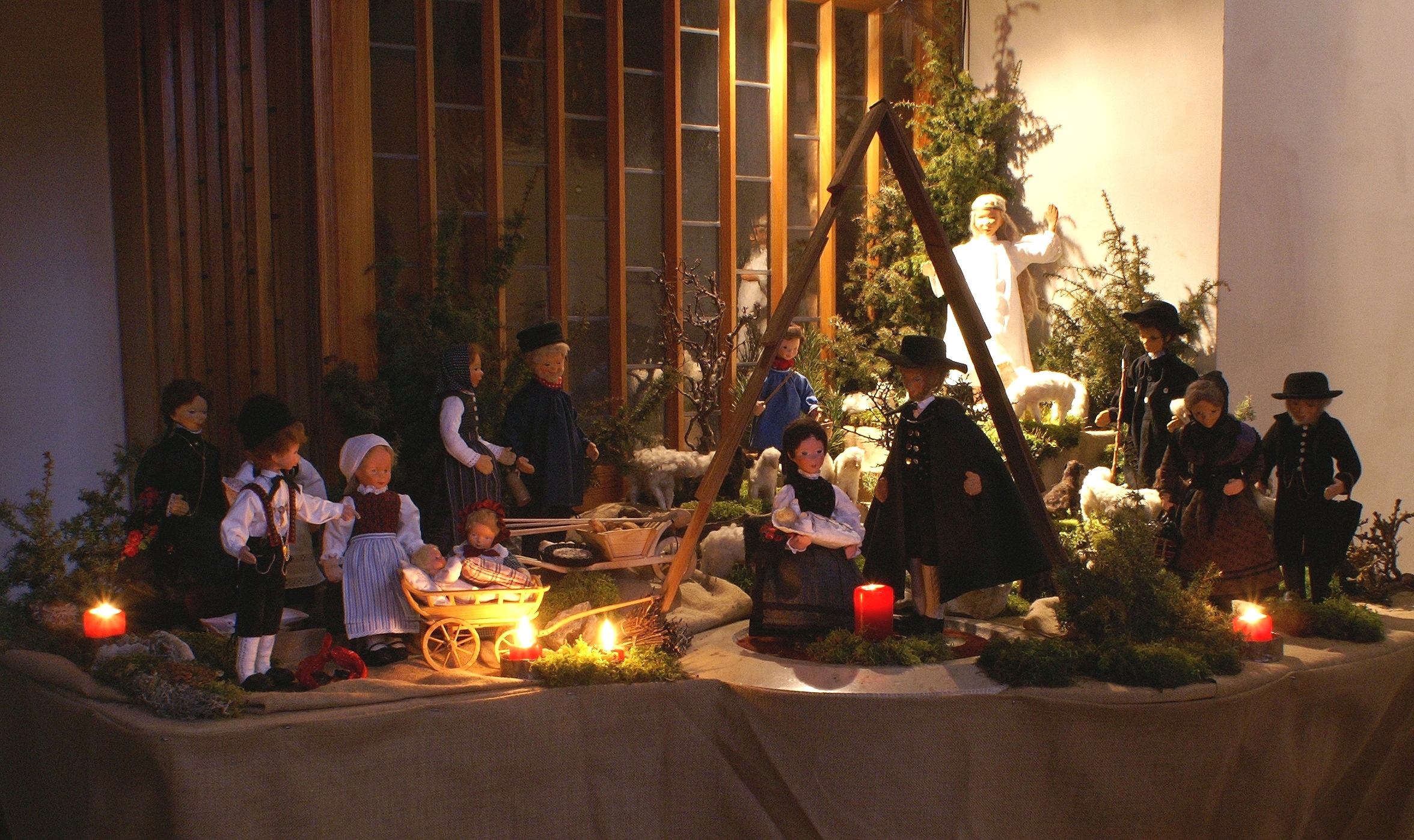
Seißener Trachtenkrippe

Seit 1982 ist jedes Jahr zur Weihnachtszeit in der Nikolauskirche die Trachtenkrippe zu sehen. In der Krippendarstellung wird der Geburtsort von Jerusalem auf die Alb des 19. Jahrhunderts verlagert. 16 handgefertigte Figuren in Seißener Tracht, handgefertigt von der Kunsterzieherin Ruth Häcker aus Radelstetten, 29 Schafe und zwei Hunde sind rund um den Taufstein der Kirche zu sehen. Die Figuren haben alle einen Namen, der einerseits biblischen Ursprungs, andererseits in Seißen gebräuchlich war. Die Trachten der Figuren sollen das Wissen über frühere Kleidung auf der Blaubeurer Alb wachhalten. Männer und Frauen, Arme und Reiche, Ledige und Verheiratete, Buben und Mädchen hatten je nach ihrem Stand eine andere Tracht und sind dementsprechend in der Krippe dargestellt. Maria trägt die Tracht einer verheirateten Frau, Josef steht in Zimmermannskluft da.
Besucht werden Maria und Josef auch von einem Paar, das neben Brot und Wecken auch die typische Seißener Spezialität „Blatz“ auf einer Schubkarre dabei hat. Der Mann trägt ein Blauhemd, ein früher für die männliche Bevölkerung der Schwäbischen Alb typisches Kleidungsstück. Auch für den Hirtenjungen fertigten die Frauen aus Seißen ein Blauhemd an.

## Vereine
Die Dorfgemeinschaft ist in Seißen recht aktiv, was vermutlich auch ein Grund für die relativ große Anzahl an Vereinen, ehrenamtlichen Helfern und Mitgliedern ist. Neben den Mitgliedsbeiträgen wird ein beträchtlicher Anteil über die Mithilfe beim Backhausfest, Sportheimdienst, Alteisensammeln usw. von den Mitgliedern finanziert.

### Musik
Für das öffentliche musikalische Leben zeichnet neben dem örtlichen Gesangverein hauptsächlich der Musikverein Seißen mit seiner Aktiven- und Jugendkapelle verantwortlich. Letzterer richtet alljährlich ein Jahreskonzert sowie ein Serenadenkonzert aus.

### Turn- und Sportverein
Der TSV Seißen gliedert sich in folgende Abteilungen: Badminton, Drachenfliegen, Fußball, Leichtathletik, Schach, Tennis, Tischtennis, Turnen, Volleyball.
Im Vordergrund steht dabei der Spaß an der Aktivität und Bewegung, wobei auch in manchen Abteilungen, wie z. B. Drachenfliegen, auf sehr hohem Niveau geflogen wird.

### Albverein
Unter dem Dachverein des Schwäbischen Albvereins gehört die Ortsgruppe Seißen zum Donau-Blau-Gau. Neben regelmäßigen Wanderungen, die zumeist sonntags stattfinden, werden auch Hochgebirgstouren begangen. Zusätzlich zu den sportlichen Aktivitäten wird auch auf den Erhalt typisch landschaftlicher Strukturen der Schwäbischen Alb Wert gelegt. Außerdem betreibt der Albverein eine aktive Volkstanzgruppe.